# Theodor-Heussbrug
De Theodor-Heussbrug (Duits: Theodor-Heuss-Brücke) is een boogbrug over de Rijn, die tussen Wiesbaden, de hoofdstad van Hessen, aan de ene oever, en Mainz, de hoofdstad van Rijnland-Palts, aan de andere oever ligt. De grens van de twee deelstaten bevindt zich in het midden van de rivier. 
Ondanks dat de Bundesstraße 40 over de brug loopt, wordt de brug niet door de federale overheid maar door de beide steden onderhouden.
De brug is geschikt voor fietsers, voetgangers en wegverkeer.

## Geschiedenis
Kort na het jaar 70 bouwden de Romeinen hier al een stenen brug, die tot in de vijfde eeuw bleef bestaan. Karel de Grote liet tussen 803 en 813 een vaste houten brug bouwen, maar deze brandde snel weer af. Pas in 1661 kwam er weer een nieuwe brug, een schipbrug. Deze bleef liggen tot 1885, toen de brug op de huidige plaats werd geopend.
Op 17 maart 1945 bliezen de zich terugtrekkende Duitsers de brug op, om de doorgang voor de Amerikaanse troepen te beletten. De Amerikanen legden er een pontonbrug als tijdelijke oplossing voor in de plaats. 
Tussen 1948 en 1950 werd de huidige brug gebouwd, die op 15 mei 1950 in gebruik werd genomen in het bijzijn van Theodor Heuss, de eerste president van de Bondsrepubliek Duitsland (1949-1959), naar wie de brug later vernoemd is. Tussen 1992 en 1995 is de brug grondig vernieuwd.